# Matariki

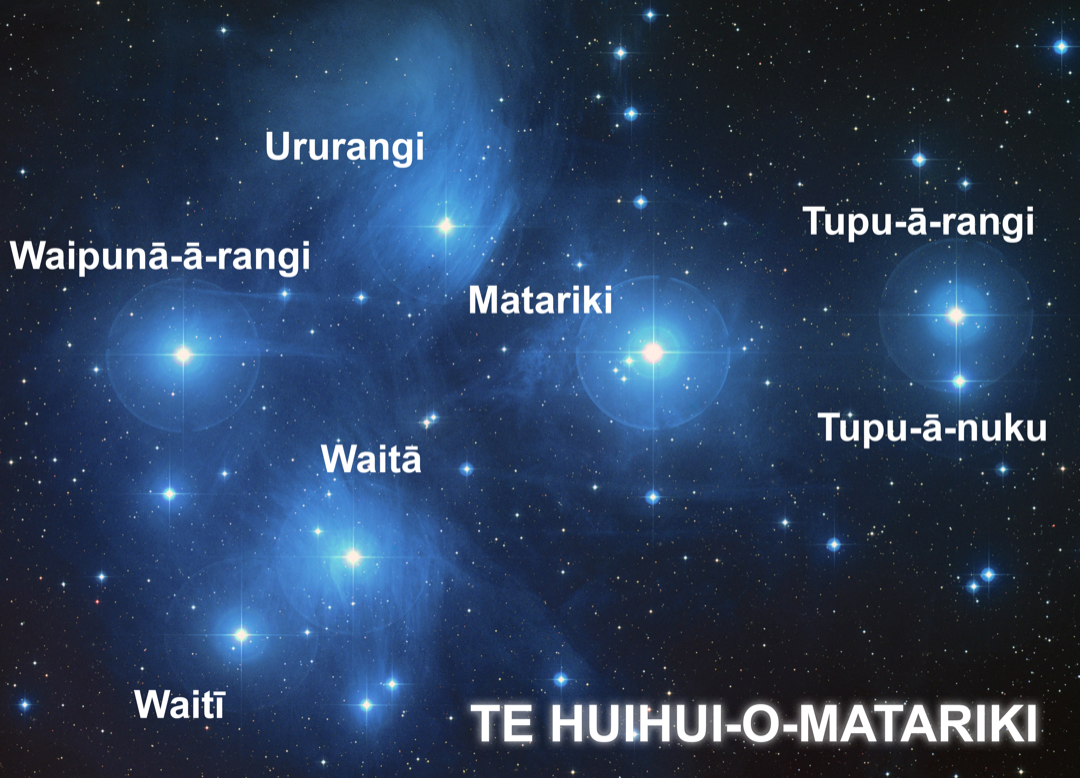
Matariki, maori för Plejaderna, här med de polynesiska namnen för de sju ljusstarkaste stjärnorna: Atlas längst till höger och Alcyone i mitten, som också fått namnet Matariki.

Matariki är maori för den öppna stjärnhopen Plejaderna, men också för firandet av dess heliakiska uppgång som inträffar sent i maj eller tidigt i juni. Det markerar tidpunkten för bland annat det polynesiska nyåret. Olika folk firar Matariki vid olika tidpunkter: Några när Matariki går upp i månadsskiftet maj/juni, andra vid första fullmånen eller nymånen sedan Plejaderna stigit över horisonten.

## Etymologi
Matariki är förkortning för Ngā mata o te ariki o Tāwhirimātea, med betydelsen "Guden Tāwhirimāteas ögon", men översätts ibland med "små ögon". Liknande begrepp finns i de flesta polynesiska språk, med ursprung från proto-polynesiska *mataliki, som betyder liten.